# Erpetogomphus agkistrodon
Erpetogomphus agkistrodon es una libélula de la familia Gomphidae. Es una especie endémica de México. Fue descrita por Rosser W. Garrison en el año 1994.1

## Clasificación y descripción
Erpetogomphus es un género de libélulas neárticas y neotropicales que se distribuyen desde el noroeste de Canadá hasta Colombia y Venezuela.1 El género está compuesto por 23 especies descritas, 18 de las cuales se encuentran en México, y de estas, siete son endémicas: Erpetogomphus agkistrodon, E. boa, E. cophias, E. erici, E. liopeltis, E. sipedon y E. viperinus.1,2 Erpetogomphus es el grupo hermano de Ophiogomphus y juntos forman la subfamilia Onychogomphinae.1

## Distribución
Se encuentra en el estado de Veracruz, en México.1,3

## Hábitat
Vive en ríos y riachuelos con corriente moderada a fuerte, generalmente en áreas ligeramente sombreadas, bosque mesófilo de montaña.1

## Estado de conservación
No está considerada dentro de ninguna categoría de riesgo.